# Rhazates
Rhazates († 12. Dezember 627 in der Umgebung von Ninive) war ein sassanidischer Feldherr im 7. Jahrhundert n. Chr. Sein eigentlicher Name war Roch Vehan; Rhazates wurde er von seinen (griechischsprachigen) oströmischen Gegnern genannt.
Rhazates diente im letzten und größten römisch-persischen Krieg, den der sassanidische Großkönig Chosrau II. 603 begonnen hatte. Die Sassaniden hatten zunächst märchenhafte Erfolge verbuchen können; bis 619 stand der römische Orient unter persischer Kontrolle. Dann jedoch begann 622 die Gegenoffensive des oströmischen Kaisers Herakleios, der tief in persisches Gebiet vordrang und den Persern einige Niederlagen bereitete.
Im September 627 marschierte Herakleios mit einem großen Heer von Tiflis nach Süden vor. Chosrau II., dessen Geisteszustand unter den Niederlagen gelitten zu haben schien und der seinen Generälen nicht mehr vertraute, sandte Rhazates mit seiner Armee aus, den Feind aufzuhalten. Chosrau hatte Rhazates auch den unglückseligen Befehl erteilt, die Römer jederzeit zu bekämpfen, egal wo er sie fand und ungeachtet etwaiger Konsequenzen. Rhazates hatte jedoch die Route des Kaisers falsch eingeschätzt, der schließlich in das Herz des alten Assyriens vordrang. Bei den Ruinen von Ninive kam es Anfang Dezember 627 zu einigen Gefechten. Rhazates wollte die Ankunft von Verstärkungen abwarten, doch Herakleios hatte dies von Gefangenen erfahren und handelte rasch. Rhazates ging Herakleios schließlich in die Falle, indem er ihm auf eine offene Ebene folgte. Hier kam es am 12. Dezember zur Schlacht.
Unsere wenigen Quellen erlauben es nicht, sich ein eindeutiges Bild von den Ereignissen zu machen, doch scheinen die Oströmer überlegen manövriert zu haben, während die Perser auf die Schlacht unvorbereitet waren. Die Perser erlitten hohe Verluste, auch Rhazates fiel in der Schlacht. Der Sieg des Herakleios bei Ninive ebnete diesem den Weg nach Süden und sollte im Nachhinein die Entscheidung im Jahrhunderte andauernden Ringen der beiden spätantiken Großmächte Rom und Persien bedeuten.